# خاوی دوارته
خاوی دوارته (انگلیسی: Javi Duarte؛ زادهٔ ۲۲ دسامبر ۱۹۹۷) بازیکن فوتبال است.